# Typhlogobius californiensis
Typhlogobius californiensis is een straalvinnige vissensoort uit de familie van grondels (Gobiidae). De wetenschappelijke naam van de soort is voor het eerst geldig gepubliceerd in 1879 door Franz Steindachner.